# Stonemyia californica
Stonemyia californica är en tvåvingeart som först beskrevs av Jacques-Marie-Frangile Bigot 1892.  Stonemyia californica ingår i släktet Stonemyia och familjen bromsar. Inga underarter finns listade i Catalogue of Life.